# Niphidium carinatum
Niphidium carinatum är en stensöteväxtart som beskrevs av David Bruce Lellinger. Niphidium carinatum ingår i släktet Niphidium och familjen Polypodiaceae. Inga underarter finns listade.